# NForce
nForce es un chipset de placas base creado por Nvidia originalmente para AMD Athlon y Duron, con revisiones posteriores que también son compatibles con los procesadores Intel contemporáneos. El chipset se envió en 3 variedades; 220, 415 y 420. 220 y 420 son muy similares y cada uno tiene la GPU integrada, pero el 220 solo tiene un canal de memoria disponible, mientras que el 420 tiene el diseño TwinBank de 128 bits. La variante 415 nuevamente tiene la interfaz de memoria de doble canal, pero no tiene gráficos integrados.

## Innovaciones

### Doble canal y GeForce2 MX IGP
El chipset nForce introdujo un controlador de memoria de doble canal en el mercado principal de placas base, duplicando el rendimiento teórico y ofreciendo un rendimiento muy competitivo, especialmente en los puntos de referencia de clase de estación de trabajo. Este diseño de doble canal se consideró necesario en gran parte debido al hardware de video de clase GeForce 2 MX integrado agregado. Para que el procesador de gráficos integrado (IGP) relativamente rápido tuviera un ancho de banda de memoria adecuado, necesitaba algo más que simplemente compartir un único canal de memoria con la CPU Athlon XP.

### Ethernet y DASP
Nvidia también promocionó tanto su controlador Ethernet incorporado como un nuevo mecanismo de recuperación previa de memoria llamado Preprocesador especulativo adaptativo dinámico (DASP). Se suponía que el controlador Ethernet construido por Nvidia era capaz de reducir la sobrecarga de la CPU y, al mismo tiempo, ser muy rápido. La unidad DASP ayudó a reducir la latencia de la memoria para la CPU principal mediante la obtención previa de datos que se necesitaban con frecuencia, o datos que el DASP predijo que necesitaría la CPU. Muchos lo consideraban un dispositivo de caché de nivel 3 avanzado.

### APU nForce (SoundStorm)
Nvidia debutó con su solución de audio NVAPU avanzada, con la marca SoundStorm, en el chip southbridge nForce MCP-D. Es el mismo que el procesador de audio en el chipset de Xbox y admite muchos canales de audio 2D/3D acelerados por hardware y espacialización de audio 3D HRTF avanzada proporcionada en gran parte por Sensaura. También tiene un procesador integrado para codificar el audio de la computadora en una señal Dolby Digital Live para que los receptores externos la decodifiquen en una extensión de audio de 5.1 canales. Con su aceleración de hardware, la diferencia en el uso de la CPU cuando se ejecutan aplicaciones multimedia populares fue de hasta un 10-20%, lo que potencialmente permite un rendimiento más rápido en programas que están limitados por la CPU del sistema.

## Rendimiento y problemas
El chipset nForce original fue una decepción por la compatibilidad con controladores irregulares y un diseño de hardware poco óptimo. El rendimiento del controlador de memoria de doble canal y "DASP" no superó en gran medida al chipset KT266A de VIA Technologies, que generalmente era igual de rápido y más económico. El soporte optimizado del controlador ATA paralelo se introdujo y luego se retiró después de que aparecieran incompatibilidades de hardware, y se vio que el tan anunciado audio SoundStorm crepitaba en escenarios muy cargados. De hecho, el controlador ATA seguiría siendo un problema al menos durante la vida útil de nForce4, donde todavía se sabía que causaba problemas con algunos discos duros y unidades ópticas.